# X-Face

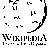
Das Wikipedia-Logo als X-Face

X-Face ist ein optionaler, Ende der 1980er Jahre entstandener, nichtoffizieller Header in Usenet-Artikeln oder E-Mails, der es erlaubt, in die Nachricht ein kleines schwarz-weißes Bild, als Text kodiert, einzufügen.
Üblicherweise stellt das X-Face ein Porträt oder Logo des Absenders der Nachricht dar. Es ist beschränkt auf eine Größe von 48×48 Pixel und eine Farbtiefe von 1 bit (ein Pixel kann also nur schwarz oder weiß sein, nicht grau).
```
X-Face: &JM1}/1+Z#oo)~-caG-act]pAR':WP"3A+SW;R0))F&=Mv|U]ToRxC#PUI#[U:nC$ey~;VC 
 lr6)iVO%^JvZ^<X;;s"ADOi[|r|g)Bj(y<H<SCK31T+A]BzfHoE[,}F6qjCj)gy]w1N[^1h+nx+PP{
 Gs}!&S'-[^L+GuzCKz]+j!*fmPV(
```

Das Einfügen und die Anzeige dieser Bilder wird beispielsweise von folgenden Newsreadern und E-Mail-Programmen unterstützt:
- 40tude Dialog
- Claws Mail
- Evolution
- faces
- Gnus
- KMail (ab Version 1.8)
- KNode (spätestens ab Version 0.10.2)
- MacSOUP
- Mailsmith
- MesNews
- Mozilla Thunderbird/SeaMonkey mit den Erweiterungen Mnenhy oder MessageFaces.
- MT-NewsWatcher
- Pan (ab Version 0.120)
- slrn mit dem Macro slrnface.
- SweetMail
- Sylpheed
- X Python Newsreader
- Xnews
- XanaNews

Eine Weiterentwicklung ist der 2005 entwickelte Face-Header, der zudem farbige PNG-Bilder erlaubt.